# Tennistoernooi van Auckland 2025
Het tennistoernooi van Auckland van 2025 werd van 30 december 2024 tot en met 11 januari 2025 gespeeld op de hardcourtbanen van het ASB Tennis Centre in de Nieuw-Zeelandse stad Auckland. De officiële naam van het toernooi was ASB Classic.
Het toernooi bestond uit twee delen:
- WTA-toernooi van Auckland 2025, het toernooi voor de vrouwen (30 december–5 januari)
- ATP-toernooi van Auckland 2025, het toernooi voor de mannen (6–11 januari)

## Toernooikalender
| WTA               | december 2024 | december 2024 | januari 2025 | januari 2025 | januari 2025 | januari 2025 | januari 2025 | januari 2025 |
| WTA               | maa 30        | din 31        | woe 1        | woe 1        | don 2        | vrĳ 3        | zat 4        | zon 5        |
| ----------------- | ------------- | ------------- | ------------ | ------------ | ------------ | ------------ | ------------ | ------------ |
| vrouwenenkelspel  | 1e ronde      | 1e ronde      | 2e ronde     | 2e ronde     | 2e ronde     | kwartfinale  | halve finale | finale       |
| vrouwendubbelspel | 1e ronde      | 1e ronde      | 1e ronde     | 2e ronde     | 2e ronde     | halve finale | halve finale | finale       |

| ATP              | januari 2025 | januari 2025 | januari 2025 | januari 2025 | januari 2025 | januari 2025 | januari 2025 |
| ATP              | maa 6        | din 7        | woe 8        | woe 8        | don 9        | vrĳ 10       | zat 11       |
| ---------------- | ------------ | ------------ | ------------ | ------------ | ------------ | ------------ | ------------ |
| mannenenkelspel  | 1e ronde     | 1e ronde     | 2e ronde     | 2e ronde     | kwartfinale  | halve finale | finale       |
| mannendubbelspel | 1e ronde     | 1e ronde     | 1e ronde     | 2e ronde     | 2e ronde     | halve finale | finale       |

ATP-toernooi van Auckland‎ – WTA-toernooi van Auckland

2016 · 
2017 · 
2018 · 
2019 · 
2020 · 2021 · 2022 · 
2023 · 
2024 · 
2025